# Bobby Vee
Robert Thomas Velline, híresebb nevén Bobby Vee (Fargo, Észak-Dakota, 1943. április 30. – Rogers, Minnesota, 2016. október 24.) amerikai énekes, dalszerző, zenész és színész. 

## Pályafutása
Fénykorát az 1960-as években élte, ebben az időszakban számos slágerlistás dala volt és számtalan filmben kapott kisebb vagy nagyobb szerepeket. Összesen harmincegy slágerlistás dala van az amerikai slágerlistán, ebből tíz a slágerlista legjobb húsz helyezettje között is is szerepelt. Ennek ellenére csak egyetlen olyan dala van, amely első helyezést ért el a Billboard listán: Take Good Care of My Baby című dala három hétig volt a lista tetején. Bobby Vee-nek hat olyan kislemeze jelent meg, amelyért aranylemez minősítést kapott.

## Díjak, elismerések
Vee 1999-ben megkapta Észak-Dakota állam Roughrider-díját. 2011. március 28-án az énekest beiktatták a Rockabilly Hírességek Csarnokába. 2014-ben Vee bekerült a Skandináv-Amerikai Hírességek Csarnokába.

## Diszkográfia

### Nagylemezek
- 1960 : Bobby Vee Sings Your Favorites, Liberty LRP-3165 (Mono)/LST-7165 (Stereo)
- 1961 : Bobby Vee , Liberty LRP-3181/LST-7181
- 1961 : Bobby Vee with Strings and Things, Liberty LRP-3186/LST-7186
- 1961 : Hits of the Rockin' 50's, Liberty LRP-3205/LST-7205 85
- 1962 : Take Good Care Of My Baby, Liberty LRP-3211/LST-7211
- 1962 : Bobby Vee Meets The Crickets, Liberty LRP-3228/LST-7228
- 1962 : A Bobby Vee Recording Session, Liberty LRP-3232/LST-7232
- 1962 : Merry Christmas From Bobby Vee, Liberty LRP-3267/LST-7267
- 1963 : The Night Has A Thousand Eyes, Liberty LRP-3285/LST-7285
- 1963 : Bobby Vee Meets The Ventures, Liberty LRP-3289/LST-7289
- 1963 : I Remember Buddy Holly, Liberty LRP-3336/LST-7336
- 1964 : Bobby Vee Sings The New Sound From England!, Liberty LRP-3352/LST-7352
- 1964 : 30 Big Hits Of The 60's, Liberty LRP-3385/LST-7385
- 1965 : Live! On Tour, Liberty LRP-3393/LST-7393
- 1966 : 30 Big Hits Of The 60's, Volume 2, Liberty LRP-3448/LST-7448
- 1966 : Look At Me Girl , Liberty LRP-3480/LST-7480
- 1967 : Come Back When You Grow Up, Liberty LRP-3534/LST-7534
- 1968 : Just Today, Liberty LRP-3554/LST-7554
- 1968 : Do What You Gotta Do, Liberty LST-7592
- 1969 : Gates, Grills and Railings, Liberty LST-7612
- 1972 : Nothin' Like A Sunny Day, United Artists UAS 5656
- 1999 : Down The Line, RHP Rockhouse Productions RS-5999-1
- 2002 : I Wouldn't Change A Thing, RHP Rockhouse Productions
- 2014 : The Adobe Sessions, RHP Rockhouse Productions

### Aranylemez minősítést kapott kislemezek
- "Devil or Angel" (1960)
- "Rubber Ball" (1961)
- "Take Good Care of My Baby" (1961)
- "Run to Him" (1961)
- "The Night Has a Thousand Eyes" (1962)
- "Come Back When You Grow Up" (1967) (Bobby Vee and The Strangers)

## Filmográfia
- Swingin' Along (1962)
- Play It Cool (1962)
- Just For Fun (1963)
- C'mon, let's Live a Little (1967)

## Külső hivatkozások
- Hivatalos weboldal
- Bobby Vee at Classic Bands
- Bobby Vee az AllMusicon
- Bobby Vee a Find a Grave weboldalán
- Bobby Vee a Discogson
- Bobby Vee az Internet Movie Database oldalon (angolul)